# David Jonckheere
David Jonckheere (1883 - 1982) was van 1905 tot 1976 veerman van de overzet over het kanaal Brugge-Oostende.

## Geschiedenis
Jonckheere was getrouwd met Emma Logghe (1882-1985) en ze hadden acht kinderen. Naast veerman, wat hij zeventig jaar volhield, was hij ook sluiswachter en halftijds landbouwer. 
De pont die hij bediende lag, tot aan de fusie met Brugge in 1971, op het grondgebied van de gemeente Sint-Andries. Een deel van deze gemeente, 'Speyen' genaamd, lag aan de overkant van de Oostendse vaart. Boeren en andere bewoners uit die wijk namen regelmatig het veer, onder meer om de mis bij te wonen of om een bezoek te brengen aan het gemeentehuis of om naar de zaterdagmarkt in Brugge te trekken. Ook 'reizigers' of bedevaarders gebruikten ze vaak om de kapel van Onze-Lieve-Vrouw van 't Boompje te bezoeken.
Naast de pont lag zijn woonhuis, waarin zijn echtgenote Emma Logghe de herberg 'Speyen' openhield, een ontmoetingsplaats voor "boeren, kasteelheren, vissers, pensenjagers, wandelaars en veehandelaars".
Van de oude veerdienst, die in 1976 werd opgeheven, zijn nog enkele sporen bewaard. Jonckheeres huisje, achter de vaartdijk, op de hoek van de Steenkaai en de Speistraat, is nog steeds bewoond en de aanlegsteiger bleef deels bewaard. Ook de veerklok bestaat nog. Deze verroeste staaf met ijzeren koker werd gebruikt om Jonckheere op te roepen voor de overzet.

## Nadien
- In 2003 werd op de 'Dag van de Aarde' de veerpont voor één dag weer in gebruik genomen door gedeputeerde Dirk De fauw en door een kleinzoon en een achterkleinzoon van David Jonckheere, op basis van het jaarthema Leve de Trage wegen. Een bestendige hergebruik werd echter niet in het vooruitzicht gesteld.
- In 2017 besliste het Brugse stadsbestuur om, na een raadpleging van de bevolking, de nieuwe fietsersbrug, die de veerpont verving, de Jonckheere fietsbrug te noemen.[2]
- De beslissing, in de jaren zeventig genomen, om de veerdienst te vervangen door een fietsersbrug, werd pas na vele jaren gerealiseerd. In de loop van 2017 werd de brug opengesteld en officieel ingereden.[3]